# Phronia austriaca
Phronia austriaca är en tvåvingeart som beskrevs av Johannes Winnertz 1863. I den svenska databasen Dyntaxa används istället namnet Phronia signata. Phronia austriaca ingår i släktet Phronia och familjen svampmyggor. Arten är reproducerande i Sverige. Inga underarter finns listade i Catalogue of Life.